# Squeeze (album, Squeeze)
Squeeze je první studiové album britské skupiny Squeeze. Pod názvem Squeeze album vyšlo pouze ve Spojeném království, v ostatních zemích vyšlo jako U.K. Squeeze. Jeho nahrávání probíhalo během roku 1977 pod produkcí Johna Calea, mimo skladeb „Take Me I'm Yours“ a „Bang Bang“, které produkovala skupina sama. Kapela měla s Calem velké potíže. Caleovi se například nelíbily žádné písně, které kapela chtěla nahrát, a nutil členy napsat nové. Chris Difford, jeden z členů skupiny, však po letech Calea za jeho produkční metody označil za génia. Album pak vyšlo v březnu 1978 u vydavatelství A&M Records. Na obalu alba byla použita fotografie Arnolda Schwarzeneggera. Producent John Cale skupině navrhl, aby se album jmenovalo Gay Guys.

## Seznam skladeb
| Pořadí         | Název                        | Délka |
| -------------- | ---------------------------- | ----- |
| 1.             | Sex Master                   | 2:21  |
| 2.             | Bang Bang                    | 2:04  |
| 3.             | Strong in Reason             | 4:14  |
| 4.             | Wild Sewerage Tickles Brazil | 3:49  |
| 5.             | Out of Control               | 4:44  |
| 6.             | Take Me I'm Yours            | 3:46  |
| 7.             | The Call                     | 5:17  |
| 8.             | Model                        | 2:59  |
| 9.             | Remember What                | 2:51  |
| 10.            | First Thing Wrong            | 3:43  |
| 11.            | Hesitation (Rool Britannia)  | 3:45  |
| 12.            | Get Smart                    | 2:06  |
| Celková délka: | Celková délka:               | 41:44 |

| Bonusy na reedici z roku 1997 | Bonusy na reedici z roku 1997 | Bonusy na reedici z roku 1997 |
| Pořadí                        | Název                         | Délka                         |
| ----------------------------- | ----------------------------- | ----------------------------- |
| 13.                           | Deep Cuts                     | 4:04                          |
| 14.                           | Heartbreak                    | 4:54                          |

## Obsazení
- Chris Difford – rytmická kytara, zpěv
- Glenn Tilbrook – sólová kytara, zpěv
- Jools Holland – klávesy
- Harry Kakoulli – basová kytara
- Gilson Lavis – bicí